# 沙托鲁足球俱乐部
沙托鲁足球俱乐部（Châteauroux），是法国沙托鲁市的一个足球俱乐部，成立于1883年。现在参加法國全國聯賽。

## 冠軍頭銜
法國乙組足球聯賽: 1996-97
法國全國聯賽: 2016–17